# Somalijsko nacionalno sveučilište
Somalijsko nacionalno sveučilište (som. Jaamacada Ummada Soomaaliyeed), javno sveučilište u somalijskom glavnom gradu Mogadišu s naslovom "nacionalnog sveučilišta".

## Povijest
Sveučilište su 1954. utemeljili Talijani pod nazivom L'Universita' Nazionale Somala, još za vremena Talijanske Somalije. Službeni status sveučilišta stječe 1969. godine, u vrijeme proglašenja DR Somalije i uvođenja komunističkog režima. Ubrzo je izgrađen i sveučilišni kampus šest kilometara izvan središta grada, kojem se u mjesnom govoru tepalo nazivom "sveučilište".
Na prijedlog Vrhovnog revolucionarnog vijeća 1973. godine povećan je broj programa i smjerova. Sljedećih dvadeset godina na sveučilištu je diplomiralo 15.000 studenata u 13 sveučilišnih smjerova. Za režima je Ministarstvo visokog obrazovanja i kulture utemeljilo istraživačke centre i u drugim gradovima diljem zemlje. Do 1973. predavalo se na talijanskom, nakon čega se uvodi i somalijski i engleski jezik.
Vođa Siad Barre pokušao je u suradnji s jezikoslovcima sa sveučilišta uvesti latinicu u somalijski pravopis. Zalogom sveučilišta otvorile su se brojne škole na somalijskom jeziku diljem zemlje. Somalijski je također uveden i kao jezik naučavanja u osnovnim i srednjim školama.

## Poznati studenti
- Abdiweli Mohamed Ali, diplomat, ekonomist i političar